# Escut de Renau
L'escut oficial de Renau té el següent blasonament:
Escut caironat: d'argent, un mont de gules movent de la punta arborat d'una olivera de sinople fruitada de sable, acostat d'un calze de sable a la destra i d'una palma de sinople posada en pal a la sinistra. Per timbre, una corona mural de poble.
El mont vol representar les armes dels senyors de Montoliu i el calze i la palma volen simbolitzar santa Llúcia, patrona del municipi.
L'escut va ser aprovat el 15 de juliol del 2021 per la Direcció general d'Administració Local i publicat el 20 de juliol de 2021 en el DOGC número 8461.